# Blair Witch – Ideglelés 2.
A Blair Witch – Ideglelés 2. (eredeti címe: Book of Shadows: Blair Witch 2) 2000-ben bemutatott amerikai horrorfilm, melyet Joe Berlinger rendezett. A film az 1999-es nagysikerű Ideglelés folytatása. A főbb szerepekben Jeffrey Donovan, Stephen Barker Turner, Erica Leerhsen és Kim Director látható.
2000. október 27-én mutatták be az Egyesült Államokban. Magyarországon 2001. május 10-től vetítették a mozikban. Habár a produkció pénzügyileg sikeres volt, negatív kritikai visszhangot váltott ki a színészi játék és a forgatókönyv miatt. 2001-ben az Ideglelés 2.-nek ítélték a legrosszabb folytatásnak járó Arany Málna díjat.

## Cselekmény
Az Ideglelés sikere után turisták ezrei özönlenek a világ minden tájáról a film helyszínére, a Maryland állambeli Burkittsville-be, hogy a végére járjanak Elly Kedward, a blairi boszorkány legendájának. A helyi rendőrség nem igazán lelkesedik a felhajtásért, és hiába bizonygatják, hogy a blairi boszorkány nem létezik. Maga a film azt állítja, hogy valóban megtörtént eseményeket mesél el.
A mentálisan instabil Jeff, aki csak nemrég szabadult egy zárt osztályról, megpróbál hasznot húzni az emberek kíváncsiságából, és különféle termékek mellett túrát kínál az erdőben, ahol a boszorkánynak tulajdonított szörnyű gyilkosságok történtek. Első ügyfelei Tristen és Stephen, akik egy könyvhöz kutatnak, valamint a magát wicca követőnek valló Erica és a látnoki képességekkel megáldott Kim.
A kis csapat annak a háznak a romjain tölti az éjszakát, ahol állítólag a remete Rustin Parr 60 évvel ezelőtt hét gyermeket gyilkolt meg a blairi boszorkány megbízásából. Öten féktelenül berúgnak, és csak egyszer zavarja meg őket rövid időre egy másik turistacsoport, akiket, hogy magukénak érezzék a helyet, egy másik tetthelyre, a Coffin Rockra csalogatnak. Ott, úgy tesznek, mintha hátborzongató dolgokat figyeltek volna meg.
Amikor Jeff csoportja másnap reggel felébred, nem emlékeznek semmire. A holmijukat teljesen feldúlták, Tristen és Stephen jegyzeteit teljesen széttépték, és Jeff kamerafelszerelése is eltűnt. Kimnek támad egy megérzése, és elvezeti őket a falazat egy pontjához, ahol a tegnap esti felvételeket tartalmazó videokazetták találhatók.
Hirtelen a hat hetes terhes Tristen elvetél, miután nem sokkal korábban azt álmodta, hogy a folyóba fojtotta gyermekét. A csoport a kórházba megy, ahol Tristennek látomása támad egy lányról, akit Rustin Parr meggyilkolt.
Jeff elviszi a csoportot a házába, amely egy régi raktárépület a polgárháború idejéből, hogy ellenőrizzék a videofelvételeket, és kiderítsék, mi is történt pontosan tegnap este. Eközben egyre szörnyűbb látomások gyötrik mindannyiukat, és úgy tűnik, lassan elveszítik az eszüket. Különösen Tristen változik meg egyre inkább, és Elly Kedward, a blairi boszorkány szemén keresztül látja a múlt szörnyű képeit. A lány beszámol arról, hogy 200 évvel ezelőtt Elly Kedwardot egy fához kötözték, egy csapat gyerek megkínozta, majd végül felakasztották.
Eközben Erica nyomtalanul eltűnik, majd nem sokkal később Jeff holtan találja a szekrényben. Szinte ezzel egy időben a csoport megtudja, hogy a többi turistát, akikkel előző este az erdőben találkoztak és elküldték őket, meggyilkolták és kibelezték a Coffin Rocknál. Jeffet és csapatát tartják az első számú gyanúsítottnak.
Amikor Jeff Tristen utasítására visszafelé játssza le a videofelvételeket, a csoport látja, mi történt valójában azon az éjszakán: Tristen vezetésével alkohol és drogok segítségével vad orgiát ünnepeltek, végül vérszomjasan meggyilkolták és kibelezték a többi turistát. Mikor a csapat a nőt kérdőre vonja, Tristen ekkor a raktár egy magasabb részébe menekül. Jeff mindent filmre vesz, remélve, hogy Tristen vallomást tesz. Végül bevallja, hogy ő Elly Kedward, és egy kötelet tesz a saját nyakára, ezzel provokálja Stephent, aki végül dühösen ellöki magától, mire Tristen megfullad.
A rendőrségen Stephent, Jeffet és Kimet most már Tristen, Erica, egy szupermarket eladója és a másik turistacsoport meggyilkolásával vádolják. A bemutatott bizonyítékokra való tekintettel Stephen megkéri a rendőröket, hogy nézzék meg a videofelvételeket, hiszen mindent ők rögzítettek. Ez meg is történik, de ott minden eseményről kiderül, hogy teljesen másképp történt: Látható például, ahogy Jeff Erica holttestét a szekrénybe vonszolja, Tristen provokációja teljesen hiányzik, helyette azt látjuk, ahogy Stephen fanatikusan követeli, hogy végre vallja be, hogy boszorkány, és végül ő maga teszi a nyakába a kötelet, amikor a lány kétségbeesetten, sírva könyörög, hogy hagyja abba.
Mindhárman megdöbbennek, Stephen még azt is állítja, hogy a felvételeket biztosan manipulálták, de minden ellenük szól, és végül a rendőrség elviszi őket.

## Szereplők
| Szerep             | Színész               | Magyar hangja       |
| ------------------ | --------------------- | ------------------- |
| Jeffrey Patterson  | Jeffrey Donovan       | Kálloy Molnár Péter |
| Cravens seriff     | Lanny Flaherty        | Csankó Zoltán       |
| Tristen Ryler      | Tristine Skyler       | Zsigmond Tamara     |
| Stephen Rae Parker | Stephen Barker Turner | Selmeczi Roland     |
| Erica Geerson      | Erica Leerhsen        | Gubás Gabi          |
| Kim Diamond        | Kim Director          | Létay Dóra          |
| önmaga             | Roger Ebert           | Breyer László       |

## Fogadtatás

### Kritikai visszhang
A kritikusok lehúzták a filmet. A Rotten Tomatoeson 14%-os minősítést ért el 109 értékelés alapján, az összefoglaló szerint: „Az Ideglelés folytatása csupa képlet és semmi kreativitás, mechanikusan kölcsönöz elemeket az eredetiből és más horrorfilmekből.” Jonathan Rosenbaum a Chicago Readertől azt írta: „Az Ideglelés egyik legfontosabb tanulsága, amely az Ideglelés 2. esetében hiányzott, hogy a tájékozódási zavar csak akkor következhet be, ha már megtörtént a tájékozódás.” Mark Caro a Chicago Tribune-től azt írta: „Hiányzik belőle minden olyan karakter, akivel egy percet is szívesen töltenél egy tábortűz körül.” Desmond Ryan a Philadelphia Inquirertől azt írta: „Egy halvány árnyéka annak az ördögien okos videós hókuszpókusznak, ami az Ideglelés volt.”
A MetaCritic 15 pontot adott a 100-ból 34 vélemény alapján. Peter Travers a Rolling Stone-tól azt írta: „Míg az első film folyamatosan feszítette a szorítóját, addig a második megfeszített színészi játékkal és összefüggéstelen cselekményvezetéssel lazítja a szorítását.” Chris Kaltenbach a Baltimore Sun-tól azt írta: „Elismerés jár azért, hogy elkerülte a könnyű utat. Kár, hogy az általa választott út nem vezet oda, ahová mi szeretnénk, hogy vigyenek minket.”

### Bevételi adatok
A film pénzügyileg nyereséges volt. A Box Office Mojo szerint 47 millió dolláros bevételt szerzett a 15 millió dolláros költségvetésre.

### Fontosabb díjak és jelölések
| Esemény                    | Díj                | Kategória                         | Jelölt                      | Eredmény |
| -------------------------- | ------------------ | --------------------------------- | --------------------------- | -------- |
| 21. Arany Málna-gála       | Arany Málna díj    | Legrosszabb film                  | Bill Carraro                | Jelölve  |
| 21. Arany Málna-gála       | Arany Málna díj    | Legrosszabb remake vagy folytatás | Blair Witch – Ideglelés 2.  | Elnyerte |
| 21. Arany Málna-gála       | Arany Málna díj    | Legrosszabb filmes páros          | bármelyik két színész       | Jelölve  |
| 21. Arany Málna-gála       | Arany Málna díj    | Legrosszabb rendező               | Joe Berlinger               | Jelölve  |
| 21. Arany Málna-gála       | Arany Málna díj    | Legrosszabb forgatókönyv          | Dick Beebe és Joe Berlinger | Jelölve  |
| 2001-es Teen Choice Awards | Teen Choice Awards | Legjobb horror/thriller           | Blair Witch – Ideglelés 2.  | Jelölve  |